# 大阪市立東洋陶瓷美術館

大阪市立東洋陶瓷美術館（日语：／），日本大阪市著名陶瓷博物館，以來自中國及朝鮮的陶瓷收藏著稱。美術館成立於1982年，曾經獲得各界人士的大力支持，得到一批重要的捐贈。例如包括中國以及韓國千餘件藏品的「安宅收藏」，由住友集團協力捐贈給大阪市。大阪市政府因此動議新建美術館，專項展出。而博物館也不斷擴充藏品，逐漸躋身世界同類博物館的前列。

## 历史

### 建館之前
安宅英一是日本十大商社之一「安宅產業株式會社」的第二代領袖，酷愛收藏，特別是在民藝學者柳宗悅的幫助下收集了大量從舊時華族家庭散落出來的中國古代瓷器。早在二戰前，安宅收藏就頗得聲名；而戰後的私人財產以及稅制改革，不僅未能使得藏品流失，反而堅定了安宅擴大收藏的決心。隨著其他私立收藏機構關閉或者轉為國有，安宅收藏成為與出光美術館並稱的私人陶瓷館藏，日漸享有國際聲譽。
1977年，財團破產，安宅英一的畢生收藏被三井住友銀行等16家機構沒收抵債。1980年3月，住友集團屬下的21家企業決定把這一批藏品捐獻給大阪。

### 建館與制度草創
1980年3月，大阪市政府決定接收安宅舊藏，這是美術館迄今最為核心的收藏。接著在來年2月之前，完成美術館建設的全部設計準備工作。同年9月，完成美術館運營條例，11月工程竣工，11月7日開展。建館之初，儘管館藏精華是中國古瓷，朝鮮古瓷數量最多，但是依然舉辦了強調日本陶瓷地位的陶瓷史特展。展覽持續到1983年1月14日，在吸取觀眾和學者的反應之後，調整了展品的比例。1985年4月，仿效美國史密森尼學會，成立會員制度，9月15日開始向會員定期發佈信息。

### 制度調整
1995年1月17日發生阪神大地震。地震之後，美術館及時調整了經營原則，重視展品的抗地震防護，引進了黏性墊板、免震裝置等設備。
2006年正式導入指定管理制度，成立專門鑒定委員會，委任著名陶瓷學者出川哲朗為學術負責人，並在2008年由他接任館長。

## 館舍

### 建築
美術館館舍由著名建築師横川隆一設計，曾經於1984年3月31日獲得「建築美協奬」。館舍將主要的展覽空間設置在二層，一層用作公共服務，並且利用欣賞中國陶瓷和日本韓國陶瓷所要求的不同氛圍，在局部設置夾層。

### 室內設計
與簡明的流線設計不同，建築師充分考慮了欣賞不同陶瓷所需要的室內環境：中國陶瓷需要明亮的光線來展示質地的華美，韓國陶瓷需要柔和的光線讓觀眾可以近距離體味，而日本陶瓷則要求較為低矮的展台和令人沈靜的照明。由於建館之時還沒有LED照明設備，而傳統燈具效果有限，建築師就盡可能利用側窗、高窗、漫反射採光等手段來模擬理想的照明效果。這種作法反過來又要求外部建築多做處理，使得原本簡單的外表面豐富起來。
室內設計的另外一處亮點是有一間展廳直接利用自然光線照明。這種設計手法在當時堪稱前衛，建築師利用陶瓷不易遇光變色的特點，做出嘗試。

## 爭議
首任館長伊藤郁太郎在回憶錄中披露了若干對美術館的爭議：
1. 安宅舊藏數量不明：迄今大阪市政府和住友集團均未公佈安宅藏品詳細統計統計資料。根據館長的記錄，第一批藏品共計965件，包括中國陶瓷144件，朝鮮陶瓷793件，其他工藝品28件。[3]
2. 美術館可能背後有內幕交易：美術館成立從動議到完成準備工作僅僅不到一年時間，同樣的時間通常還不夠完成前期的可行性研究。[3]
3. 非法資金流動：住友集團號稱捐贈，然而因此獲得了大阪市文物基金的管理權。建築的設計與施工招標也很不尋常，前期研究和隨後的設計都委託給住友相關企業，建築師也曾經是該集團的員工[3]。建築造價更是高達18億日元[1]，被直接諷刺為賄賂。

伊藤郁太郎也曾遭遇指責。伊藤氏畢業於日本東北大學美學美術史專業，供職於安宅集團，為安宅打理收藏事宜，是其常年的親信。伊藤就任美術館長長達25年，期間任命多位館員，都曾經與安宅集團有關係，被稱為「破產再就業委員會」。伊藤曾經掌握極大的文物收購權力，在日本經濟興盛期號稱陶瓷界世界第一，但是也曾經發生過對耀州窯倒流壺的重大鑒定失誤，有人質疑僅僅俱備藏家眼光、對中國古瓷知識掌握有限。在伊藤1995年獲得韓國文化勳章、2003年獲得日本文化廳表彰後，質疑聲浪消失，伊藤也改任名譽館長。
雖然名為「東洋陶瓷」，但是館藏的日本古陶瓷數量有限，品種也不全，尤其引起日本觀眾的不滿。1992年美術館開始收購日本陶瓷，但是隨著大阪市財政惡化，一切收購行動中止，館藏不足並未改善。

## 展覽與館藏
美術館的展覽佈置獨具匠心，不僅利用館藏，盡量全面地展示陶瓷發展史，而且非常注重為珍貴展品營造合適的展出氛圍。伊藤郁太郎堅持認為對於普通觀眾來說，陶瓷之美比其學術或歷史價值更為重要。美術館如果想要表現一件陶瓷的不凡價值，就要想辦法創造條件展現出他的內在美。這種對美學品質的不懈追求被稱為「安宅品味」。採用現代博物館的通行作法，由基本展覽和特展互為補充。

### 常設展覽
2008年之後，常設4項展覽，即：安宅舊藏中國陶瓷、安宅以及李秉昌藏韓國陶瓷、日本陶瓷和沖正一朗藏鼻煙壺。
展覽中中國與朝鮮比重相當，分別有3間通史展廳和一個專題展室。考慮到中國瓷器僅僅佔據全部藏品的小部份，可見還是很突出其重要性的。在中國藏品的選擇上，基本秉持了日本傳統學術觀點，突出從漢代到明代的主線，將清代陶瓷視為高級工藝品。其中宋代瓷器又是重中之重，在唯一一間經過特殊設計、自然採光的展廳展出。
韓國陶瓷分為青瓷、一般陶瓷和李秉昌特藏三部份，青瓷無疑是最重要的部份，系統地展示了從高麗到朝鮮時代的變遷。總體而言高麗乃至朝鮮的青瓷在工藝上變化不大，裝飾手法多樣，將原本用於白瓷的剔刻填彩工藝移植到青瓷上，使得原本樸素的瓷器變得鮮明起來，同時器物外型也變得豐富起來。在青瓷之外，白瓷也是重要的產品，特別是在難以取得青花鈷料之後，改用含鐵的材料描繪紋樣，形成了獨特的風格。

### 特展
特別展覽是常設展出的有益補充，一些難得一見的藏品可以藉此亮相。同時美術館也不放棄憑藉特展推廣現代陶瓷，擴大國際交流的功能。

#### 2009年
- 淺川伯教珍藏韓國陶瓷：淺川伯教和淺川巧是日本研究韓國陶瓷的先驅。淺川先生的女婿鈴木正男捐贈他當年把玩不已的珍藏。40多件展品還包括了淺川書畫墨跡，從諸多方面表現學者的一生[19]。
- 白檮廬藏中國陶瓷：居住在奈良的白檮廬捐贈104件陶瓷以及3件其他工藝品，美術館從中挑選29件，展現藏家的文人品味[20]。

#### 2012年
- 國寶·傳世名品展：為了紀念建館30週年，圍繞館藏的兩件日本國寶「油滴建盞」和「褐斑龍泉」，展出原件以及相關的附屬品。而油滴建盞的盞托，本身就是極為珍貴的宋代漆器，此前從未展出。該展覽表明了自鐮倉幕府起源，至室町時代而盛行的對中國傳來「唐物」的推崇。宋元明三代的器物對日本上層文化影響深遠[17]。

### 重要藏品

#### 日本國寶

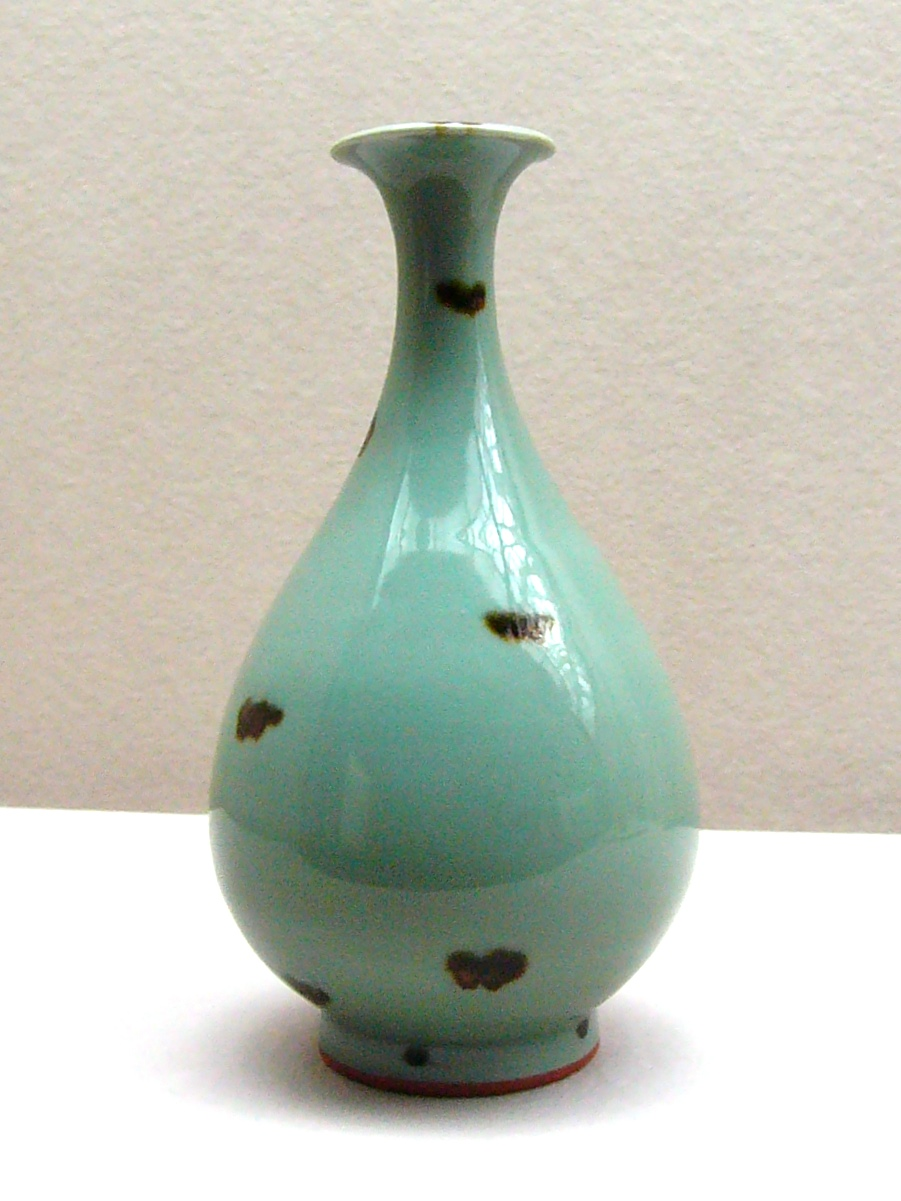
元龍泉窯青瓷褐斑玉壺春瓶

日本文化廳公佈了14件陶瓷類別日本國寶，大阪市立東洋陶瓷美術館是唯一一家有兩件藏品的機構，均屬安宅舊藏。
- 宋建窯黑釉油滴茶盞

南宋，12－13世紀，福建建窯出產。高7.0cm，口部直徑12.3cm，圈足直徑4.3cm。日語名「油滴天目茶碗」，1951年6月9日被指定為國寶。該茶盞呈建盞標準造型，圈足低矮，盞口略作收分。胎體選料粗礪，器壁厚實，燒成後為濃重的黑灰色。外罩黑釉，施釉不到底，釉層很厚，在下端有明顯的垂墜感。口沿包金邊，當為日本工匠所配。另附織錦袋子兩個，漆器盞托三個，傳世文書一份，與建盞作為整體一同登錄國寶。該茶盞歷來為世所重，在傳世的「油滴」當中也是極為罕見的，堪稱名品中的名品。其體形極為周正，無絲毫變形。黑釉發色十分深沈，油滴斑點遍佈器物全身，而且全部呈現出金屬質感，隨著光線角度不同可以反射金色、銀色與靛青色的輝光。該盞曾經為豐臣秀次所有，後經西本願寺、京都三井家和若狹酒井家族流傳下來。然而在收藏盞托木匣上的題記暗示，某些配件可能另有傳世經過。
- 元龍泉窯青瓷褐斑玉壺春瓶

南宋至元，14世紀，浙江龍泉窯出產。高27.3cm，腹部直徑14.5cm。日語名「飛青磁花生」，1952年3月29日被指定為國寶。「飛青」是日本人對流行於元代的龍泉窯褐斑點彩技法的稱呼。龍泉生產青瓷時，需要用富含鐵的紫金土作胎體，再外罩低含鐵的釉料。如果胎體的碎屑不小心飛濺到釉面上，就會在局部形成褐色乃至黑色的污痕。這種生產中的失誤被工匠發揮為特殊的裝飾手法，有意地在青瓷釉面上局部點綴高含鐵的釉料，形成自然斑點紋飾。元代這種技法非常流行，花樣繁多，僅僅褐斑就可以通過點染、甩濺、淋澆等手法形成不同形狀樣式。大阪館藏的玉壺春瓶造型秀美，細頸，垂腹，圈足外撇。與北京故宮館藏宋代以及元代玉壺春瓶類比，其造型接近南宋風格。青釉瑩潤，發色接近元代風格，堪稱同類傳世器的極致。褐色斑點形態活潑自然。圈足處削去5mm的底釉，刀痕流暢精準。褐斑青瓷得到日本人高度推崇，精品於中國反而罕見。與台北國立故宮博物院收藏的龍泉褐斑匜和三足花囊相比，大阪玉壺春瓶無疑超出良多。

#### 日本重要文物
一共13件文物被指定為日本重要文物（重要文化財），除去元青花纏枝牡丹紋大盤之外，其餘12件均為安宅舊藏。
- 北宋耀州窯刻花纏枝牡丹紋吐嚕瓶
- 北宋定窯劃花蓮花紋洗

北宋，10－11世紀，高24.5cm，安宅舊藏。該器物在日本曾經被稱為鉢，但是因為底座較寬，後被歸入洗。外壁有6條豎劃線，收分成不明顯的瓜形。外壁以及內部裝飾蓮花紋劃花，特別是劃花毫無停滯地從內壁延伸至底部，對工藝要求極高。口沿無釉，外包銀口。器底以斜刀切削，矮圈足極薄。隨著考古發現諸多宋代定窯系古窯遺址，一些在歷史上被劃定為定瓷的器物被逐步推定為其他窯口的產品。但是，這件劃花洗胎體極為輕薄，瓷土很緻密，在其他窯口極少出現，仍然可以認定為定窯的精品。
- 北宋定窯白地褐彩剔花纏枝牡丹紋吐嚕瓶
- 北宋磁州窯系緑釉黑剔花牡丹紋瓶

北宋，11－12世紀，高35.0cm，安宅舊藏。該瓶屬於磁州窯工藝，具體窯口有待進一步判斷。先用粗糲的褐色瓷土製作胎體，接著外罩白色化妝土，然後局部敷塗富含鐵的底料，並且在底料上剔刻花紋。至此的步驟與磁州窯典型工藝相同，祇有最後一步不是外罩無色透明釉，而是罕見的低溫綠色透明釉。該瓶造型奇特，未見類似器物著錄。剔刻牡丹生動優美，是北宋時期特有的規整牡丹圖案，這一點也是斷代的主要依據。
- 南宋吉州窯黑釉木葉紋茶盞
- 南宋龍泉窯鳳耳盤口瓶
- 元青花纏枝牡丹紋大盤
- 元青花蓮池魚藻紋大罐
- 明永樂青花折枝花鳥紋大盤
- 明宣德款藍地白花牡丹紋盤
- 明法華花鳥紋大罐
- 高麗青瓷鑲嵌嬰戲寶相花紋水注
- 奈良三彩壺

#### 其他重要藏品

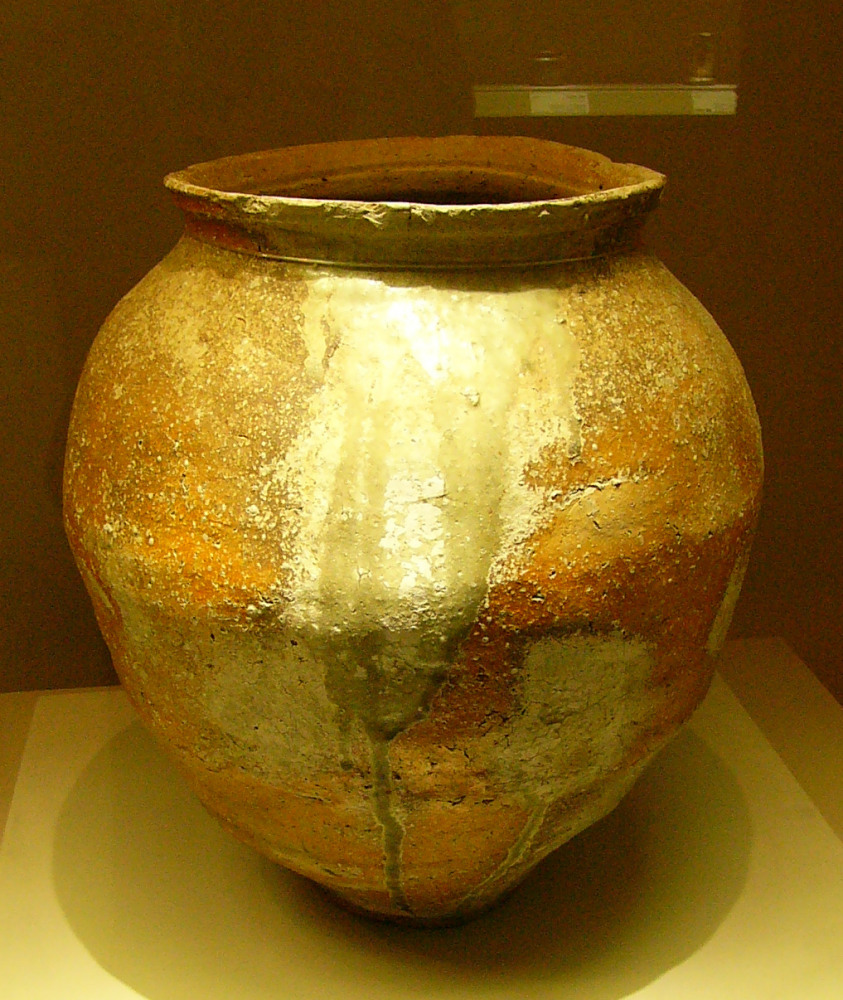
室町信樂陶瓮

- 漢鉛綠釉陶樓

東漢，2－3世紀，高104.5cm，安宅舊藏。該陶樓形制巨大，刻劃生動，同時表現了伎樂人、弓箭手和農奴，是東漢末年明器特有的華美風格。陶樓遍塗深沈的綠釉，經過長時間埋藏而出現「反鉛」現象，現在釉層表面帶有金屬光輝。
- 唐三彩寶相花罐

唐代，7－8世紀，高30.9cm，安宅舊藏。該罐造型渾厚，罐身貼有三簇外帶圓圈勾邊的寶相花，技法簡潔而效果強烈。胎體較為粗糙，外罩化妝土，色釉自然流淌，渾然天成，口沿和內壁加施透明釉，滿足具體使用功能，匠心獨具。
- 室町信樂陶瓮

室町時代，16世紀，高55.0cm。陶瓮採用信樂特產的低含鐵的白色黏土製成，釉面分佈大塊的斑塊，整體帶有金屬輝光，同時有夾雜長石顆粒，形成一種華麗與粗糲的對比感。